# Descurainia myriophylla
Descurainia myriophylla är en korsblommig växtart som först beskrevs av Carl Ludwig von Willdenow och Dc., och fick sitt nu gällande namn av Robert Elias Fries. Descurainia myriophylla ingår i släktet stillfrön, och familjen korsblommiga växter. Inga underarter finns listade i Catalogue of Life.